# Nicoleta Alexandru
Nicoleta Alexandru, född 5 november 1968 i Bukarest, är en rumänsk sångerska med artistnamnet Nicola. Utanför Rumänien är hon mest känd för att ha deltagit i Eurovision Song Contest 2003 för hemlandet, med låten "Don't Break My Heart" som slutade på tionde plats. Bidraget fick tolv poäng från en nation: Ryssland.
Nicola inledde sin solokarriär 1992 och har turnerat flitigt vid sidan av medverkan i flera TV, radio och scenframträdanden. 2003 belönades hon med utmärkelsen "Årets kvinna" av tidningen Avantaje, och hennes sång "Lângă Mine" fick utmärkelsen "Årets sång" av radiostationerna Bucureşti och Actualitati. Hon tilldelades också pokaler från sångfestivalerna Mamaia och Kärleksballadfestivalen. 
I januari 2005 släppte hon sitt femte album De Mă Vei Chema som innehöll två stycken singlar som blev hits i Rumänien. Hon vann "Bästa kvinnliga artist" vid MTV Romania Music Awards 2005. År 2008 deltog hon i den nationella uttagningen till Eurovision Song Contest men slutade på sjunde plats av tolv stycken finalister. I augusti 2009 släppte hon sitt sjätte album Thank You. 

## Diskografi

### Album
- 1999 - Cu Tălpile Goale
- 2000 - Turquoise
- 2002 - Lângă Mine
- 2003 - Best Of Nicola
- 2005 - De Mă Vei Chema
- 2009 - Thank You